# Fowlsheugh

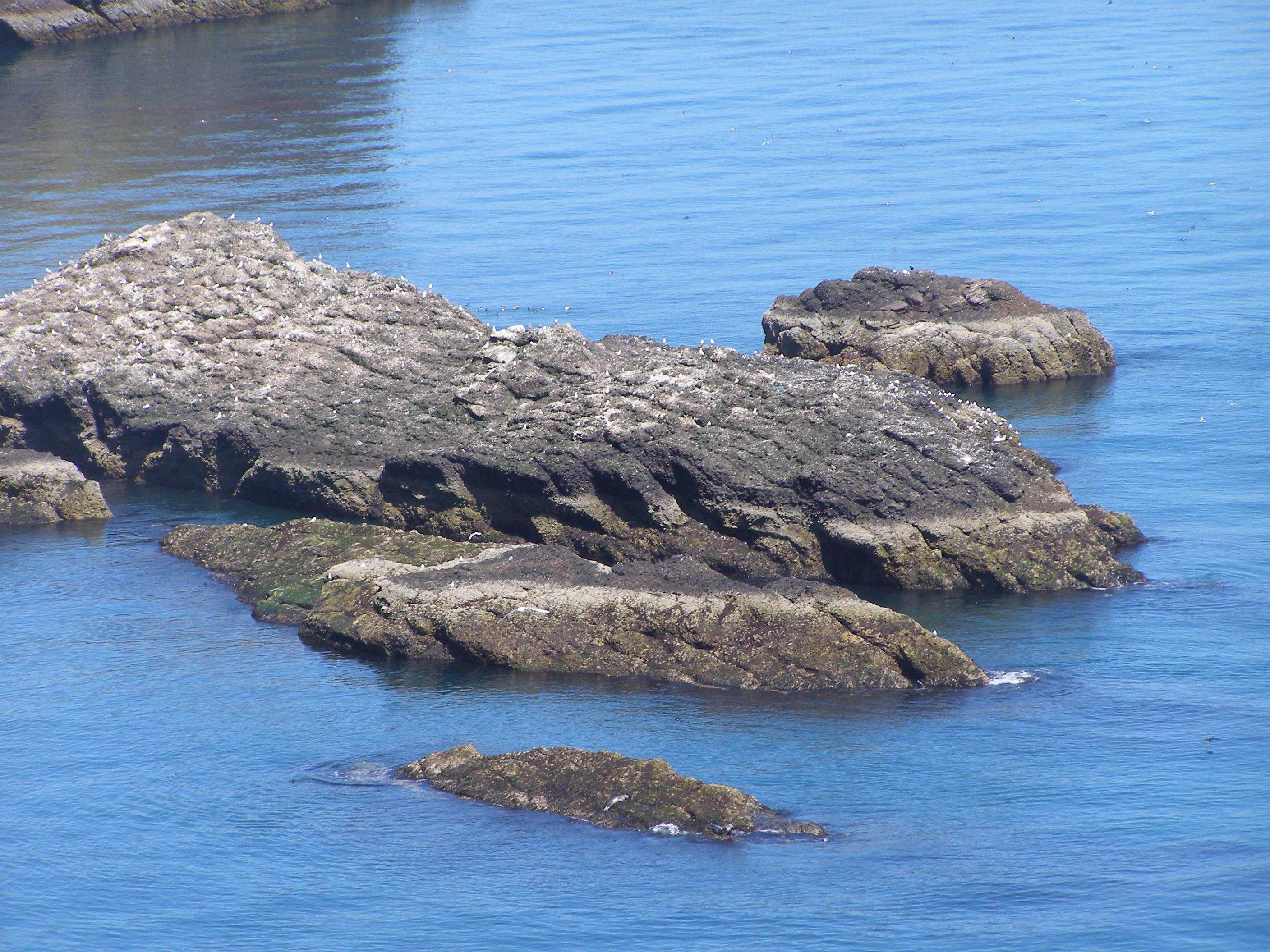
Craiglethy Skerry en Fowlsheugh.

Fowlsheugh es una reserva natural costera en Aberdeenshire, al noreste de Escocia, conocida por sus altos acantilados de 70 metros, hábitat de colonias de aves marinas. Escogido como un Site of Special Scientific Interest (SSSI) en el Reino Unido, la propiedad pertenece a la Sociedad Real para la protección de las aves. Para llegar a este punto desde Stonehaven hay que tomar la carretera A92 hacia el sur y desviarse después hacia Crawton. Los acantilados se alcanzan a través de una senda pública que los recorre, o bien en botes que normalmente salen del cercano puerto de Stonehaven. Decenas de miles de aves pelágicas vuelven a este lugar todas las primaveras para criar, después de hibernar en el mar o en climas más meridionales, siendo las especies principales frailecillos, alcas, gaviotas tridáctilas, fulmares y araos.
Debido al calentamiento global, las especies planctónicas anteriormente presentes que prefieren aguas frías ya no están disponibles en la cantidad requerida para apoyar la históricamente gran población de ammodítidos. Al problema se añade las incursiones de sobrepesca danesa (detenidas en la actualidad) de la zona pesquera escocesa, reduciendo aún más el número de este alimento básico para los frailecillos y otras aves marinas locales.
Los acantilados de Fowlsheugh están actualmente cortados por debajo debido a la fuerza erosiva del mar del Norte por acción de las olas, y los fuertes vientos marinos asociados, haciendo que el acantilado sobresalga en numerosos tramos de la parte superior del camino. Los vientos del mar a menudo alcanzan velocidades de 80 kilómetros por hora en este lugar, especialmente en los meses de invierno. La formación de roca que queda por debajo es conocida como Old Red Sandstone, que va desde el castillo de Dunnottar cinco kilómetros al norte hasta la ciudad de Catterline siete kilómetros al sur. Esta formación de arenisca puede tener un grosor de 2.700 metros.
Donde las fachadas rocosas se encuentran con el mar del Norte, hay varias cuevas marinas accesibles sólo mediante botes pequeños. La cueva más profunda es conocida localmente como la "Gallery" y se mete un centenar de metros hacia el oeste bajo los fértiles campos de cebada que quedan por encima. En el extremo septentrional de Fowlsheugh hay unos islotes rocosos (del tipo llamado skerry) que recibe el nombre de Craiglethy, y otro de estos islotes un poco más lejos, llamado Gull Craig. Estos afloramientos rocosos bajos son una parte integral de la Fowlsheugh Preserve, albergando nidos de aves marinas así como unas pocas focas de puerto en Craiglethy, que pueden verse tomando el sol en las tardes de verano. Craiglethy está compuesta sólo de material arenisco y volcánico, habiendo quedado erosionado hace mucho tiempo cualquier otro tipo de material conglomerado que pudieran tener. 
Históricamente se ha reconocido Fowlsheugh como una zona única para las aves desde hace al menos cinco siglos, lo que culminó con su actual consideración de área importante para las aves (Important Bird Area, IBA), declarada por BirdLife International; también es zona de especial protección para las aves (SPA) con el código europeo de UK9002271 y una SSSI